# 4616 Batalov
4616 Batalov è un asteroide della fascia principale. Scoperto nel 1975, presenta un'orbita caratterizzata da un semiasse maggiore pari a 3,1488125 UA e da un'eccentricità di 0,1749112, inclinata di 1,18889° rispetto all'eclittica.